# Batalla de Zela (47 aC)
La batalla de Zela, lluitada el 2 d'agost de l'any 47 aC formà part de la Segona guerra civil romana.

## Antecedents
Després de la derrota de les forces de Ptolemeu XIII Filopàtor a la Batalla del Nil l'any 47 aC, durant la Segona guerra civil, i de coronar Cleòpatra com a reina d'Egipte, Juli Cèsar es va dirigir a Roma no per mar, sinó per Orient a través de Síria, Cilícia i Capadòcia, per restablir l'ordre en les fronteres de l'Àsia Menor, lluitant contra Farnaces II, que havia derrotat a Gneu Domici Calví Màxim i el seu petit exèrcit de romans i aliats a la batalla de Nicòpolis l'any anterior, i va cometre a continuació atrocitats contra els presoners de guerra romans i la població civil romana de la regió. En saber que Cèsar s'acostava, va enviar emissaris a buscar una pau que Cèsar va negar rotundament.

## Batalla
L'exèrcit del Regne del Pont es va posicionar en un turó a prop de la ciutat de Zela i els homes de Juli Cèsar atrinxeraven el seu propi campament en un terreny elevat proper, desplegades les quatre legions, la Legió VI Ferrata a la dreta, la legió Pòntica, la legió XXII Deiotariana i, finalment, la XXXVI legió a l'esquerra.
Els pontis van atacar de sobte en una acció inesperada que implicava renunciar a la sòlida posició de Zela i combatre costa amunt. L'assalt va aconseguir una primera sorpresa i van guanyar una mica de terreny entre la confusió, però els veterans legionaris romans aviat es van recuperar i van organitzar una línia defensiva. Cèsar va passar a l'ofensiva i va fer retrocedir cap avall del turó l'exèrcit enemic, on, després de cinc hores de combat en les que les legions romanes van patir moltes pèrdues, van destruir l'exèrcit de Farnaces II que contava amb uns 20.000 homes.
La inevitable victòria de Cèsar sobre Farnaces II, fill de Mitridates VI Eupator, rei del Bòsfor que volia recuperar el Regne del Pont on havia governat el seu pare, en una campanya que només va durar cinc dies, va ser tant ràpida i completa, que Plutarc que va escriure uns 150 anys després dels fets) la commemora amb les paraules que Cèsar va dir al Senat, la cèlebre frase: Veni, vidi, vici que significa "he vengut, he vist, he vençut", en al·lusió a una gran victòria aconseguida amb poc temps i esforç. Suetoni diu que aquestes tres paraules les va dir el mateix Cèsar al final de la batalla de Zela. Farnaces va aconseguir escapar cap al seu regne del Bòsfor, però va ser assassinat per un dels seus antics governadors i home de confiança.